# Chwile (album Goya)
Chwile – szósty album studyjny grupy muzycznej Goya, wydany 17 kwietnia 2012 roku przez wydawnictwo muzyczne Universal Music Polska. Album zawiera 12 premierowych utworów zespołu, a pierwszym singlem promującym płytę został tytułowy utwór albumu „Chwile”.
Album dotarł do 29. miejsca listy OLiS.

## Lista utworów
Opracowano na podstawie materiału źródłowego.
1. „Echo”
2. „Chwile”
3. „Potrząśnij mną”
4. „Jesteś moim jutrem”
5. „Gdzieś pośrodku”
6. „Gdybym poszła spać trochę wcześniej”
7. „Pamiętasz?”
8. „W kilku słowach”
9. „Wiesz że...”
10. „Tamte dni”
11. „Najlepszy prezent”
12. „Za wszystko i za nic”